# Médaille commémorative de la campagne d'Italie (1943-1944)
Ne doit pas être confondu avec Médaille commémorative de la campagne d'Italie (1859).
La médaille commémorative de la campagne d'Italie (1943-1944) est une décoration militaire française, instaurée le 1er avril 1953 afin de commémorer la campagne d'Italie de 1943-1944.

## Historique
La médaille commémorative de la campagne d'Italie a été créée par la loi no 53-273 du 1er avril 1953. Cette décoration vise à rappeler la résurrection de l'armée française durant la première campagne continentale pour la libération de l'Europe pendant la Seconde Guerre mondiale lors de la campagne d'Italie. Elle est décernée à tous les membres du corps expéditionnaire français en Italie pour les opérations du 1er décembre 1943 au 25 juillet 1944 sans condition de durée. Sa création entraina la suppression de l'agrafe "Italie" sur la médaille commémorative française de la guerre 1939-1945.

## Insigne
La médaille est en bronze argenté d'un module de 36 mm. L'avers comporte un coq gaulois de profil se tenant devant un soleil rayonnant et entouré par une couronne de laurier. L'inscription sur l'avers est : « Corps expéditionnaire français d'Italie - 1943-1944 ». Le revers comporte l'inscription : « République Française, CEF ».
Le ruban est une succession de 7 bandes rouges entre 6 bandes blanches rappelant ainsi le ruban de la campagne d'Italie de 1859 sous le Second Empire

### Sources
- Les Décorations françaises  (préf. Jean-Philippe Douin), Paris, Trésor du Patrimoine, 2003, 95 p. (ISBN 2-911468-99-6, OCLC 56111972)
- Site très complet traitant des décorations militaires et civiles françaises